# Agátocles (filho de Lisímaco)
Agátocles (? — 284 a.C.) foi o filho de Lisímaco, cujo pai também se chamava Agátocles.
Lisímaco era um guarda-costas de Alexandre, o Grande, e, após a morte de Alexandre, foi indicado para governar a Trácia, que estava sob controle macedônio desde a época de Filipe e o Quersonésio da Trácia.
Por um longo período ele esteve principalmente ocupado em lutar contra o rei odrísio Seutes III. Na luta contra os getas, seu filho Agátocles foi capturado, e ele fez um acordo de paz com Dromiquetes, rei dos Getas, entregando todo o território além do Rio Ister e casando sua filha com o rei. Uma outra versão é que o próprio Lisímaco foi capturado, e Agátocles, seu filho, que celebrou o acordo de paz. Em seguida, Lisímaco casou Agátocles com Lisandra, filha de Ptolomeu I Sóter e Eurídice, filha de Antípatro.
Lisímaco se casou com Arsínoe, filha de Ptolemeu I Sóter; em 284 a.C.[carece de fontes?] Arsínoe acusa Agátocles de traição, e Lisímaco condena o próprio filho à morte. Esse feito atroz de Lisímaco causou grande indignação. Filetero, governante de Pérgamo, se revoltou, além de outras cidades da Ásia Menor, e seus amigos de confiança desertaram. Lisandra, a viúva de Agátocles, com seus dois filhos e Alexandre, filho que Lisímaco teve com uma mulher do Reino Odrísio, fugiram para Seleuco I Nicátor, que por sua vez invadiu os territórios de Lisímaco na Ásia.